# Diskografi
En diskografi er en fortegnelse over musik udgivet på grammofonplade, kassettebånd eller cd, fx en kunstners indspilninger.